# Мескон, Майкл
Майкл Мескон (англ. Michael Mescon) 1931—2017 — американский экономист, теоретик менеджмента, ученый, бизнесмен, писатель, журналист. Соавтор книги «Основы менеджмента», написанной вместе с Майклом Альберт, Франклином Хедоури впервые изданной в 1992 году. Книга выдержала более 7 изданий в США и переведен на многие языки мира. Оказал большое влияние на распространения образования в сфере бизнес-образования и экономического образования, сегодня существует более 200 связанных кафедр по всей территории США и по всему миру. Будучи основателем движения частного предпринимательства, которое распространилось по всему миру и повлияло на тысячи учителей и миллионы студентов, доктор Мескон получил заслуженное прозвище «Крысолов частного предпринимательства» от издания The Wall Street Journal. «Отец экономического образования в Джорджии».

## Биография
Майкл Мескон родился в 1931 году в Торонто, Канада. Вырос в Чарльстоне (Южная Каролина) и окончил среднюю школу в курортном городе Майами-Бич в штате Флорида (США).
Майк был сыном Флоренс и Эйба Месконов.
После окончания университета Майами женился на Энид с которой он встретился на молодёжном съезде Бнай-Брит, когда им обоим было по 12 лет. Майк и Энид жили в одном доме в городе Сэнди-Спрингс, округ Фултон, штат Джорджия, почти 50 лет.
После окончания Университета Майами и получения степени магистра Майк и Энид переехали в Нью-Йорк, где Майк получил степень доктора философии. получил степень бакалавра в области человеческих отношений в Нью-Йоркском университете в возрасте 23 лет.
- В 1956 году стал работать к качестве доцента на кафедре менеджмента. Впоследствии, когда он давал интервью изданию Georgia State в 2013, он отметил, что зарабатывая 5600 долларов в год «Я думал, что мне вручили ключи от Форт-Нокса».
- В 1963 году, семь лет спустя он возглавил кафедру частного предпринимательства Бернарда Б. и Юджинии А. Рэмси в Школе политических исследований Эндрю Янга при Государственном университете Джорджии. В результате миллионы школьников до 12 лет получили экономическое образование.
- В 1978 году стал первым президентом Ассоциации преподавателей частного предпринимательства (APEE), которую создал со своими коллегами Крейг Аронова и Билл Рашинг.
- В 1979 году его назначили исполнительным директором Совета по экономическому образованию.
- В 1963 году создал Центр бизнес-образования и экономического образования для работы с учителями из Metro Atlanta.
- В 1985 году его назначили деканом и он занимал эту должность до выхода на пенсию в 1990 году.
- Под его руководством колледж нанял первого афроамериканского преподавателя, Хардинга Янга.
- После выхода на пенсию преподавал политическое лидерство в Школе политических исследований Эндрю Янга при Государственном университете Джорджии.

- Будучи плодовитым писателем, Мескон был автором или соавтором более 300 статей и книг, в том числе Business Today, отмеченного премией Макгаффи в 2002 году как самый успешный вводный учебник по бизнесу в США, а также в 1992 году написал бестселлер по менеджменту: Основы менеджмента. в соавторстве с Майкл Альберт, Франклин Хедоури.

Он был назван автором года в Джорджии за работу и другие достижения в бизнесе.
- В 1968 году Мескон основал консалтинговую фирму по организационному дизайну Mescon Group. (The Mescon Group, Inc)
- В 1996 году получил звание почетного доктора гуманитарных наук в Чарльстонском колледже
- В 1997 году он получил звание почетного доктора частного предпринимательства в «Цитадели», где он также является приглашенным председателем профессуры.

Он получил докторскую степень. из Нью-Йоркского университета, M.Ed. и AB из Университета Майами.
- В 2001 году Mescon Group объединилась с Habif, Arogeti & Wynne (ныне Aprio).
- Майкл Мескон заслуженный декан Колледжа бизнеса Дж. Мака Робинсона государственного университета Джорджии.
- Занимал ключевые руководящие должности во многих некоммерческих организациях, включая Американскую кардиологическую ассоциацию, больницу Нортсайд (Northside), Американский Красный Крест и многие другие.

В Нью-Йорке Майк всю жизнь увлекался тяжелой атлетикой под руководством знаменитого Зиг Кляйн на Манхэттене, и Майк стал фанатиком фитнеса ещё до того, как фитнес стал модным.
- У него остались жена Мескон Энид, сыновья Джед и Тим, его дочь Нэнси умерла.
- Скончался 12 ноября 2017[4] в Атланте в возрасте 87 лет.

## Образование
- Университета Майами
- Нью-Йоркского университета, степень бакалавра в области человеческих отношений.

## Выступления
- Вдохновляющая речь доктора Майка Мескона о дельте сигма-пи. Часть 1.[6]
- Речь доктора Майка Мескона о дельте сигма-пи. Часть 2.[7]
- Речь доктора Майка Мескона о дельте сигма-пи. Часть 3.[8]
- Речь доктора Майка Мескона о дельте сигма-пи. Часть 4.[9]
- Речь доктора Майка Мескона о дельте сигма-пи. Часть 5.[10]

## Награды
Мескон получил множество премий и наград.
- Национальная премию за выдающиеся достижения Администрации малого бизнеса США (дважды);
- Премия за выслуг лет от Совета по экономическому образованию штата Джорджия;
- Премия Фонда государственной политики Джорджии Премия свободы;
- Почетная докторская степень Чарльстонского колледжа;
- Почетная докторская степень Цитадели;
- Докторская степень Нью-Йоркского университета, а также степень бакалавра и магистра Университета Майами;
- 11 ноября 2016 году — лауреат Премии свободы Фонда общественной политики штата Джорджия.[11]

## Цитаты
«Он оставил нам всем прекрасное наследие. Какая честь для всех нас было его знать его и работать с ним»доктор Дэвид Мартин, давний друг, сказал: